# La Chapelle-Biche
La Chapelle-Biche település Franciaországban, Orne megyében. Lakosainak száma 532 fő (2022. január 1.). La Chapelle-Biche Chanu, La Chapelle-au-Moine, Flers, Saint-Clair-de-Halouze és Saint-Paul községekkel határos.

## Népesség
A település népességének változása:
| Lakosok száma | 531  | 527  | 534  | 527  | 529  | 530  | 532  | 532  | 532  |
|               | 2013 | 2015 | 2016 | 2017 | 2018 | 2019 | 2020 | 2021 | 2022 |